# Wesley Taylor
Wesley Taylor (Elizabeth, 13 agosto 1986) è un attore e sceneggiatore statunitense, attivo in campo teatrale e televisivo.

## Biografia
Dopo la laurea alla University of North Carolina School of the Arts, Taylor ha fatto il suo debutto a Broadway nel 2009, con la prima del musical Rock of Ages, in cui interpretava Franz, un ruolo che gli valse il Theatre World Award ed una candidatura all'Outer Critics Circle Award. L'anno successivo tornò a Broadway con il musical The Addams Family con Nathan Lane, Bebe Neuwirth e Krysta Rodriguez, mentre l'anno successivo fu Michael Tolliver nell'adattamento teatrale dei romanzi della serie di Tales of the City in scena all'American Conservatory Theatre di San Francisco. Tra il 2012 e il 2013 interpretò Bobby nella serie TV Smash. Nel 2016 recitò a Denver nella pièce An Act of God, mentre nel 2017 tornò a Broadway con il musical SpongeBob SquarePants, in cui interpretava Sheldon J. Plankton.
Wesley Taylor è dichiaratamente gay e ha avuto una relazione con Isaac Powell dal 2017 al 2020.

## Filmografia

### Attore
- Una vita da vivere (One Life to Live) – soap opera, episodio 1.10875 (2011)
- Smash – serie TV, 26 episodi (2012-2013)
- It Could Be Worse – serie TV, 19 episodi (2013-2014)
- The Tomorrow People – serie TV, episodio 1x18 (2014)
- Looking – serie TV, episodio 2x10 (2015)
- The Good Wife – serie TV, episodio 6x18 (2015)
- I'm Dying Up Here - Chi è di scena? (I'm Dying Up Here) – serie TV, episodio 1x06 (2017)
- Difficult People – serie TV, episodio 3x6 (2017)
- Indoor Boys – serie TV, 24 episodi (2017-2019)
- Only Murders in the Building – serie TV, 6 episodi (2023)

### Sceneggiatore
- It Could Be Worse (2013-2014)
- Indoor Boys (2017-2019)
- XaveMePlease (2019)

## Teatro
- Rock of Ages, regia di Kristin Hanggi (Brooks Atkinson Theatre, 2012)
- La famiglia Addams, regia di Julian Crouch e Phelim McDermott (Lunt-Fontanne Theatre, 2009-2011)
- Cabaret, regia di Matthew Gardiner (Signature Theatre, 2015)
- SpongeBob SquarePants, regia di Tina Landau (Palace Theatre, 2017)
- Assassins, regia di John Doyle (Classic Stage Company, 2021-2022)

## Doppiatori italiani
Nelle versioni in italiano delle opere in cui ha recitato, Wesley Taylor è stato doppiato da:
- Daniele Giuliani in Smash
- Marco Barbato in Only Murders in the Building